# Wokingham (district)
Wokingham este un district și o Autoritate Unitară în regiunea South East England. În district pe lângă localitea Wokingham mai sunt încă 14 localități.

## Orașe
- Earley;
- Wokingham;

1. ↑   https://ons.maps.arcgis.com/home/item.html?id=a79de233ad254a6d9f76298e666abb2b Lipsește sau este vid: |title= (ajutor)